# 中藤島 (福井市)
中藤島（なかふじしま）は、福井県福井市の地域。九頭竜ブロック(市北部・九頭竜川右岸)に属する。

## 人口
中藤島には2024年1月1日現在12240人が住んでおり、世帯数は5050世帯。そのうち男性が5864人、女性は6376人。